# BEYOND THE SEA SINGLE王座
BEYOND THE SEA SINGLE王座（ビヨンド・ザ・シー・シングルおうざ）は、SEAdLINNNGが管理、認定している王座。

## 概要
『BEYOND THE SEA』は「海を超えて」という意味があり、日本にとどまらず海外からの挑戦者や海外での防衛戦など、幅広い活動をしていきたいという思いが込められている。また、ベルトカラーの青は海、赤は太陽をイメージしている。
2018年9月5日、後楽園ホールにて行われた『SEAdLINNNG〜ENDLESS SUMMER！〜』で王座設立を発表。
シングルチャンピオン決定トーナメントは10月3日に1回戦、11月1日に準決勝・決勝が行われ、高橋奈七永が中島安里紗に勝利し初代王者となった。

## 歴代王者
| 歴代   | 王者       | 戴冠回数 | 防衛回数 | 獲得日         | 獲得場所 備考（対戦相手）          |
| ------ | ---------- | -------- | -------- | -------------- | ---------------------------------- |
| 初代   | 高橋奈七永 | 1        | 3        | 2018年11月01日 | 後楽園ホール （中島安里紗）        |
| 第2代  | 彩羽匠     | 1        | 1        | 2019年05月29日 | 後楽園ホール                       |
| 第3代  | 中島安里紗 | 1        | 4        | 2019年09月18日 | 後楽園ホール                       |
| 第4代  | 世志琥     | 1        | 2        | 2020年07月13日 | 後楽園ホール 2021年3月9日王座返上  |
| 第5代  | 朱崇花     | 1        | 0        | 2021年03月17日 | 後楽園ホール （山下りな）          |
| 第6代  | 水波綾     | 1        | 2        | 2021年07月11日 | 後楽園ホール                       |
| 第7代  | 中島安里紗 | 2        | 3        | 2021年12月29日 | 後楽園ホール 2022年10月6日王座返上 |
| 第8代  | 松本浩代   | 1        | 0        | 2022年10月19日 | 後楽園ホール （青木いつ希）        |
| 第9代  | 中島安里紗 | 3        | 3        | 2022年12月28日 | 後楽園ホール                       |
| 第10代 | Sareee     | 1        | 4        | 2023年08月25日 | 後楽園ホール                       |
| 第11代 | VENY       | 2        | 2        | 2025年01月17日 | 新木場1stRING                      |
| 第12代 | 真琴       | 1        |          | 2025年06月17日 | 新宿FACE                           |